# Gullupin
Gullupin eller Lupinus luteus är en lupinväxt som förekommer naturligt i Medelhavsområdet. Växtens ätliga gula frön som förr var vanlig som basföda men används idag främst som tilltugg. 
Blomman är gul.
Det ursprungliga utbredningsområdet sträcker sig i Europa från Portugal till Spanien samt i Afrika från Marocko till Tunisien. Gullupin är introducerad i andra länder kring Medelhavet och den hittas där utanför odlingsmarker. Arten blev även införd i Chile och i Australien som odlingsväxt. Gullupin växer i låglandet och i bergstrakter upp till 1000 meter över havet. Den hittas ofta i buskskogar, intill vägar och på obrukad jordbruksmark.
Exemplar blir vanligen 25 till 80 centimeter höga. De blommar mellan mars och juli.
Lokala bestånd hotas av intensivt bruk av betesmarker. Hela populationens anses vara stabil. IUCN listar arten som livskraftig (LC).

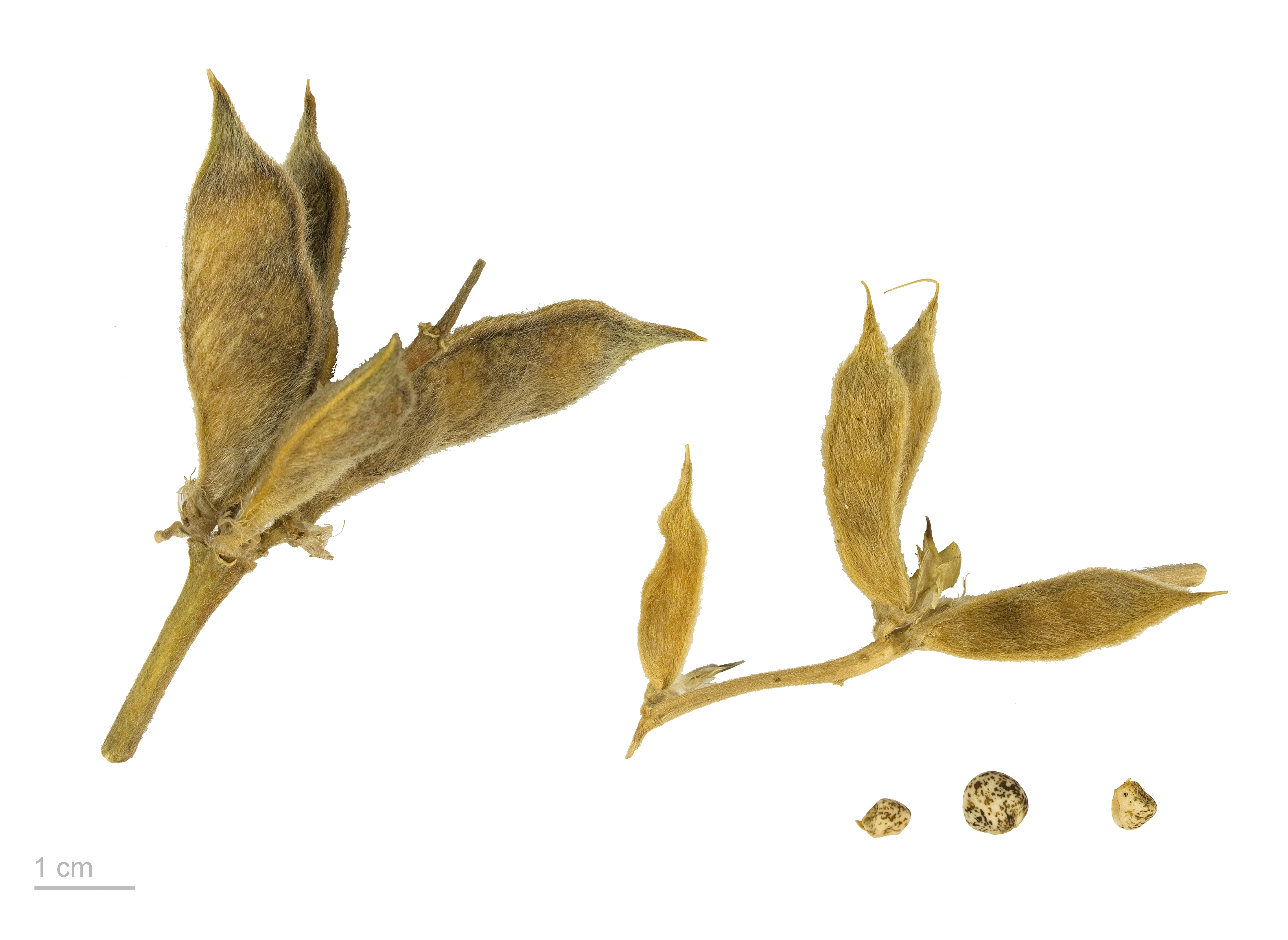
Lupinus luteus